# 7717 Tabeisshi
7717 Tabeisshi este un asteroid din centura principală de asteroizi.

## Descriere
7717 Tabeisshi este un asteroid din centura principală de asteroizi. A fost descoperit pe 7 ianuarie 1997 la Ōizumi de Takao Kobayashi. El prezintă o orbită caracterizată de o semiaxă mare de 2,44 ua, o excentricitate de 0,28 și o înclinație de 6,0° în raport cu ecliptica.